# Sweat (chanson)
Pour les articles homonymes, voir Sweat.
Singles de Snoop Dogg
Kush
(2010) Boyfriend
(2011)
Wet (« Mouiller », retitré Sweat, « Transpirer », dans la clean version) est le premier single du 11e album studio du chanteur de rap américain Snoop Dogg.

## Crédits et personnels
- Auteur-compositeur – Snoop Dogg, David Singer-Vine, Niles Hollowell-Dhar, Giorgio Tuinfort, Fred Rister, Derek Jenkins, Cheri Williams, Dwayne Richardson, Cassio Ware
- Arrangeur vocal – Shon Lawon
- Producteur – David Guetta, Giorgio Tuinfort, Fred Rister
- Mixage Audio – Brian "Big Bass" Gardner

## Remix
Le titre est remixé par le DJ français David Guetta, le remix se base sur un sample de Don't You Want Me (1992) du DJ britannique Felix, le titre se classe numéro un en France du 1er au 15 mai 2011. La chanson est également présente sur le 5e album du français, Nothing but the Beat.

## Pistes du disque
- Téléchargement digital

1. Wet – 3:47

- Téléchargement digital [3]

1. Sweat (David Guetta Remix) – 3:15
2. Sweat (David Guetta Extended Remix) – 5:43
3. Wet (David Guetta Extended Remix) – 5:42

- Téléchargement digital[4]

1. Sweat (David Guetta Remix) – 3:15

- CD single

1. Sweat (David Guetta Remix) – 3:16
2. Wet (David Guetta Remix) – 3:16

- Remixes

1. Sweat (David Guetta & Afrojack Dub Mix)

## Classements et certifications
| Classement (2010-2011)                                | Meilleure position |
| ----------------------------------------------------- | ------------------ |
| États-Unis (Billboard Bubbling Under Hot 100 Singles) | 13                 |
| États-Unis (Billboard R&B/Hip-Hop Songs)              | 40                 |
| États-Unis (Billboard Rap Songs)                      | 18                 |
| Royaume-Uni (UK R&B Chart)                            | 37                 |
| Royaume-Uni Singles (The Official Charts Company)     | 163                |

| Classement (2011)                                 | Meilleure position |
| ------------------------------------------------- | ------------------ |
| Australie (ARIA)                                  | 1                  |
| Autriche (Ö3 Austria Top 75)                      | 1                  |
| Belgique (Flandre Ultratop 50 Airplay)            | 16                 |
| Belgique (Flandre Ultratop 50 Dance)              | 1                  |
| Belgique (Flandre Ultratop 50 Singles)            | 2                  |
| Belgique (Wallonie Ultratop 50 Airplay)           | 3                  |
| Belgique (Wallonie Ultratop 50 Dance)             | 1                  |
| Belgique (Wallonie Ultratop 50 Singles)           | 1                  |
| Brésil (Billboard Hot 100 Airplay)                | 24                 |
| Brésil (Billboard Hot Pop & Popular)              | 6                  |
| Canada (Canadian Hot 100)                         | 25                 |
| Danemark (Tracklisten)                            | 22                 |
| Finlande (Suomen virallinen lista)                | 3                  |
| France (SNEP)                                     | 1                  |
| Allemagne (Media Control AG)                      | 2                  |
| Allemagne Airplay Chart                           | 12                 |
| Irlande (IRMA)                                    | 3                  |
| Italie (FIMI)                                     | 15                 |
| Nouvelle-Zélande (RIANZ)                          | 5                  |
| Pays-Bas (Dutch Top 40)                           | 6                  |
| Norvège (VG-lista)                                | 10                 |
| Roumanie Top 100                                  | 4                  |
| Pologne Dance Chart (ZPAV)                        | 6                  |
| Russie Airplay Chart                              | 1                  |
| Écosse (The Official Charts Company)              | 6                  |
| Espagne (PROMUSICAE)                              | 20                 |
| Suisse (Media Control AG)                         | 2                  |
| Suède (Sverigetopplistan)                         | 9                  |
| Turquie International Chart                       | 3                  |
| Royaume-Uni Dance (The Official Charts Company)   | 2                  |
| Royaume-Uni Singles (The Official Charts Company) | 4                  |
| États-Unis Hot Dance Club Songs (Billboard)       | 4                  |

| Classement (2011)       | Position |
| ----------------------- | -------- |
| Allemagne Singles Chart | 10       |
| France SNEP             | 10       |

| Pays           | Certifications | Ventes  |
| -------------- | -------------- | ------- |
| Australie ARIA | 3 × Platine    | 210 000 |
| Autriche IFPI  | Platine        | 30 000  |
| Belgique BEA   | Or             | 15 000  |
| Danemark IFPI  | Or             | 15 000  |
| Allemagne      | Platine        | 300 000 |
| Italie         | Platine        | 30 000  |
| Suisse IFPI    | Platine        | 30 000  |
| Royaume-Uni    | Or             | 400 000 |

## Historique de sortie
| Pays        | Date            | Type             |
| ----------- | --------------- | ---------------- |
| États-Unis  | 11 janvier 2011 | Rhythmic airplay |
| Royaume-Uni | 4 mars 2011     | Téléchargement   |
| Allemagne   | 1er avril 2011  | CD single        |